# گرانداس د سالیمه
گرانداس د سالیمه دهستانی در استان آستوریاس اسپانیا است.
در این دهستان ۱٬۲۹۵ نفر زندگی می‌کنند. مساحت این دهستان ۱۱۲٫۵۵ کیلومتر مربع است.